# Mike Hopkins (ingeniero de sonido)
Michael Alexander Hopkins (12 de agosto de 1959 – 30 de diciembre de 2012) fue un ingeniero de sonido neozelandés. Hopkins y el estadounidense Ethan Van der Ryn compartieron dos Óscars en el apartado de mejor edición de sonido por las películas El Señor de los Anillos: las dos torres y King Kong. Ambos fueron nominados también por su trabajo en Transformers en 2007.
Hopkins murió el 30 de diciembre de 2012 después de que la balsa en la que se encontraba volcara en una inundación repentina en el río Waiohine, cerca de su ciudad natal de Greytown.

## Premios y distinciones
Premios Óscar
| Año  | Categoría               | Película                                | Resultado |
| ---- | ----------------------- | --------------------------------------- | --------- |
| 2003 | Mejor edición de sonido | El Señor de los Anillos: las dos torres | Nominado  |